# Anaulacodesmus enkrates
Anaulacodesmus enkrates är en mångfotingart som först beskrevs av Carl Graf Attems 1898.  Anaulacodesmus enkrates ingår i släktet Anaulacodesmus och familjen orangeridubbelfotingar. Inga underarter finns listade i Catalogue of Life.